# 포터우구

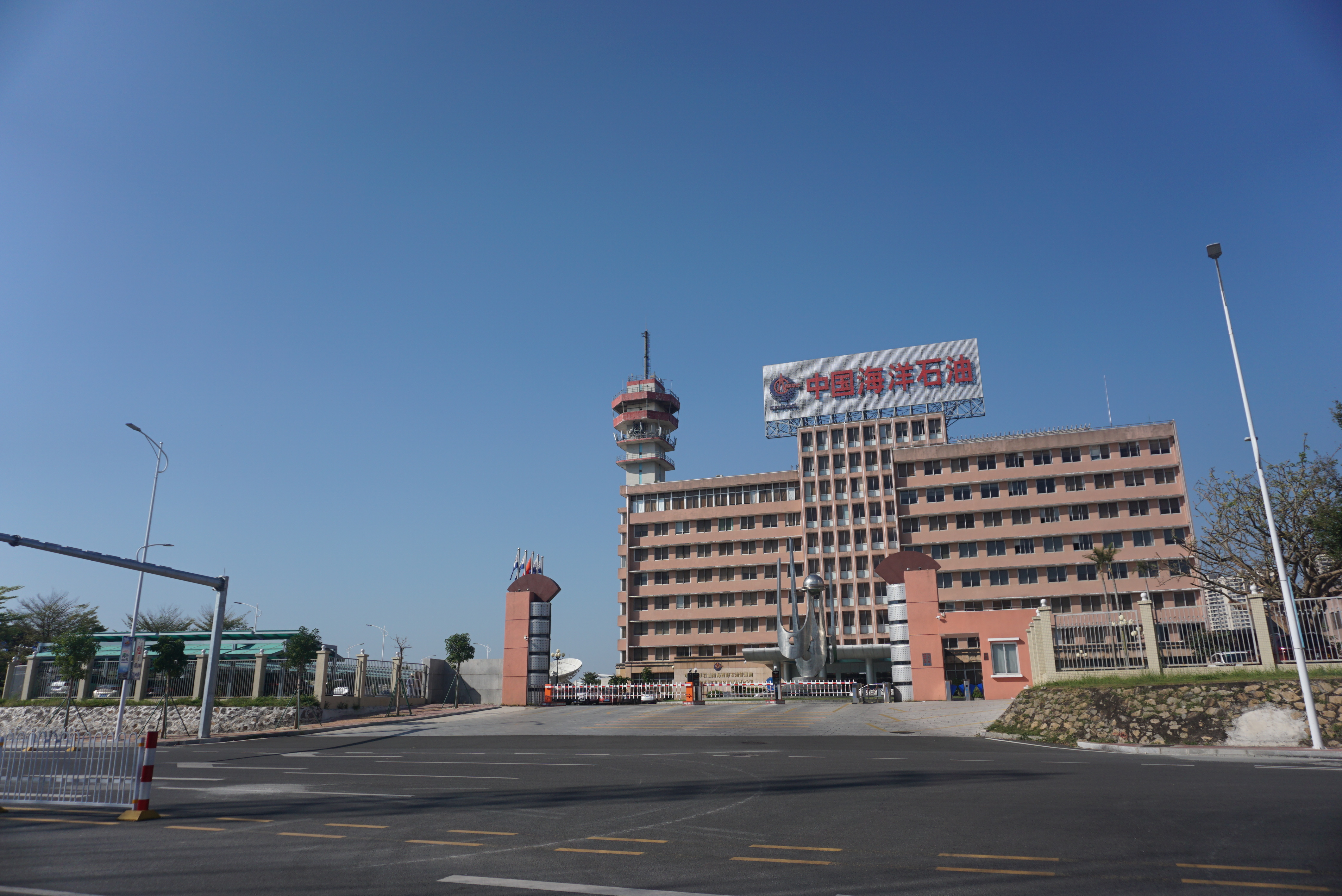

포터우구(한국어: 파두구, 중국어: 坡头区, 병음: Pōtóu Qū)는 중화인민공화국 광둥성 잔장 시의 현급 행정구역이다. 넓이는 424km2이고, 인구는 2007년 기준으로 380,000명이다.

## 행정 구역
2개 가도, 5개 진을 관할한다.
- 가도: 南调街道 麻斜街道.
- 진: 坡头镇 南三镇 乾塘镇 官渡镇 龙头镇.